# De Muur (VARA)
De Muur is een televisieprogramma van de Nederlandse omroep VARA, dat werd gepresenteerd door Menno Bentveld naar aanleiding van de 25-jarige herdenking van de val van de Berlijnse Muur. Na de val van die muur zijn er vele muren bij gekomen.
Bentveld reisde voor het programma naar beide zijden van de muren om de achtergrond van het ontstaan en bestaan van de afscheiding in beeld te brengen. Het eerste seizoen werd geschreven en geregisseerd door vijf Nederlandse documentairemakers onder eindredactie van Kees Schaap. In 2016 kreeg het programma een vervolg. In dit tweede seizoen trok Menno Bentveld langs nieuwe en oude muren en hekken op Cuba, in Botswana, Detroit, Hongarije, Calais, Oekraïne en Ceuta (Spaanse enclave in Marokko).

## Afleveringen

### Seizoen 1
| Datum eerste uitzending | Locatie                 | Muur tussen                                  | Muur                             | Scenario, tekst en regie |
| ----------------------- | ----------------------- | -------------------------------------------- | -------------------------------- | ------------------------ |
| 7 november 2014         | Belfast, Noord-Ierland  | katholieken en protestanten                  | Muren van Belfast                | Elena Lindemans          |
| 14 november 2014        | Noord-Amerika           | Mexico en de Verenigde Staten                | Mexico-Verenigde Staten barrière | Arjanne Laan             |
| 21 november 2014        | Westelijke Sahara       | Polisario en het door Marokko bestuurde deel | Marokkaanse barrière             | Thomas Blom              |
| 28 november 2014        | Westelijke Jordaanoever | Palestijnen en Israëli's/joodse kolonisten   | Israëlische Westoeverbarrière    | Floris-Jan van Luyn      |
| 5 december 2014         | Slowakije               | Slowaken en straatarme Roma-bevolking        | Romamuur                         | Heleen Minderaa          |
| 12 december 2014        | Korea                   | Noord-Korea en Zuid-Korea                    | DMZ Korea                        | Floris-Jan van Luyn      |

### Seizoen 2
| Datum eerste uitzending | Locatie                   | Muur tussen                                                 | Scenario, tekst en regie |
| ----------------------- | ------------------------- | ----------------------------------------------------------- | ------------------------ |
| 4 december 2016         | Cuba                      | Cuba en Guantanamo Bay, marinebasis van de Verenigde Staten |                          |
| 11 december 2016        | Afrika                    | Marokko en Ceuta (Spanje)                                   |                          |
| 18 december 2016        | Afrika                    | Botswana en Zimbabwe                                        |                          |
| 1 januari 2017          | Detroit, Verenigde Staten | blanke inwoners en Afro-Amerikanen                          |                          |
| 8 januari 2017          | Europa                    | Oekraïne en Rusland                                         |                          |
| 15 januari 2017         | Europa                    | meerdere locaties in Europa (thema: Fort Europa)            |                          |

## Prijs
- 2015: beste reportage en documentaire bij de tv-beelden[1]